# Arevik (ort i Armenien, Armavir)
Arevik är en ort i Armenien.   Den ligger i provinsen Armavir, i den västra delen av landet, 40 kilometer väster om huvudstaden Jerevan. Arevik ligger 854 meter över havet och antalet invånare är 2 455.
Terrängen runt Arevik är platt. Runt Arevik är det ganska tätbefolkat, med 248 invånare per kvadratkilometer.. Närmaste större samhälle är Armavir, 7,6 kilometer nordväst om Arevik.
Trakten runt Arevik består till största delen av jordbruksmark.